# Moja wojna, moja miłość
Moja wojna, moja miłość (en polonès La meva guerra, el meu amor) és una pel·lícula de guerra polonesa del 1975 dirigida per Janusz Nasfeter.

## Argument
Setembre de 1939, inici de la Segona Guerra Mundial. L'adolescent Marek, fill d'un oficial de reserva que va al front, és imbuït de les idees del patriotisme i vol convertir-se en un heroi de guerra a qualsevol preu. Rebutjant les súpliques de la família i complint l'ordre del coronel Roman Umiastowski, juntament amb el seu amic, abandona Varsòvia i es dirigeix cap a l'est, amb ganes d'unir-se a les tropes combatents el més aviat possible. Vagant lentament entre civils que fugen i unitats de l'exèrcit trencades, ràpidament s'adona del que és realment la guerra. Poc després de la seva marxa, el seu company el deixa, desanimat per la situació existent, diferent del que esperaven els joves patriotes. Marek continua el seu viatge amb una noia més jove anomenada Elżbieta, a qui va conèixer a la comissaria de la policia militar, que, com ell, es dirigeix cap a l'est en algun lloc a la recerca del seu pare. Quan finalment en Marek arriba al seu destí desitjat, la Fortalesa d'Osowiec, on s'estan reclutant soldats, resulta que no hi ha armes per a ell i que l'exèrcit no el necessita. Perdut i amargat, en l'agitació de la guerra, s'adona inesperadament que troba l'amor: Elżbieta, companya de misèries.

## Repartiment
- Piotr Łysak – Marek Brun
- Grażyna Michalska – Elżbieta
- Zofia Małynicz – propietària del palau
- Jadwiga Chojnacka – mestressa de la casa de Marek
- Wiesława Mazurkiewicz – tia de Marek
- Anna Seniuk – una amiga del pare de Marek
- Elżbieta Kępińska – prostituta

Józefa, mestressa del palau
- Laura Łącz-Kuta – Iza, cosina de Marek
- Tadeusz Kondrat – conserge del palau
- Henryk Machalica - fill del propietari del palau
- Ryszard Barycz - El pare de Marek
- Maciej Dzienisiewicz – tinent de la gendarmeria
- Zdzisław Szymański –
- Zbigniew Stawarz - sergent a l'estació de gendarmeria
- Franciszek Trzeciak - un soldat en un carro
- Marek Frąckowiak - un soldat en un vagó
- Waldemar Gawlik – un soldat en un carro
- Piotr Grabowski - soldat en un carro
- Andrzej Golejewski - amic de Marek
- Magdalena Kalenikówna – Elka, germana de Marek
- Beata Nowicka - Beata, la germana de Krzysia
- Monika Stefanowicz - Monika, néta del propietari del palau
- Krzysztof Sierocki - explorador Krzyś, germà de Beata

i altres.

## Sobre la pel·lícula
La pel·lícula es va fer sota el títol provisional "Czas bohaterów" (Temps d'herois). El seu guió es basava en gran manera en els records personals de Nasfeter i en una novel·la que havia escrit uns anys abans. La pel·lícula va tancar una sèrie a llarg termini del treball del director, descrit pels crítics com a "drames sobre nens". Els crítics van acollir la pel·lícula amb agraïment, descrivint-la com "una imatge original de Września, que fins ara no s'ha vist al cinema polonès, explicada no des de la perspectiva d'un uhlan, sinó d'un civil espantat" comparant-la amb Pokolenia d'Andrzej Wajda i amb Hiroshima mon amour d'Alain Resnais ("creixement mental del protagonista fins al moment de la prova final, la mort i l'aniquilació"").